# Нагрудний знак «Кращому працівникові пожежної охорони»
Нагрудний знак «Кращому працівникові пожежної охорони» — відомча заохочувальна відзнака Міністерства внутрішніх справ України, а з 2003 року — Міністерства надзвичайних ситуацій України. Після чергового реформування знак не увійшов до нової системи відзнак ДСНС України, що діє з 2014 року.

## Історія нагороди
- Наказом МВС України № 243 від 21 квітня 1995 року затверджені нові нагрудні знаки, в тому числі відзнака МВС України нагрудний знак «Кращому працівникові пожежної охорони». Автор — художник Микола Лебідь.
- У 2003 році внаслідок реформи відомчої приналежності нагрудний знак перейшов до МНС України, при цьому в дизайні знаку змінилася лише одна літера «МВС» → «МНС»
- Після чергового реформування знак не увійшов до нової системи відзнак ДСНС України, що діє від 2014 року. В наказі Міністерства Оборони України № 33 від 17.01.2014 «Про відомчі заохочувальні відзнаки Державної служби України з надзвичайних ситуацій» нагрудний знак «Кращому працівникові пожежної охорони» не міститься.